# Norman Reilly Raine
Pour les articles homonymes, voir Raine.
Norman Reilly Raine est un scénariste américain né le 23 juin 1894 à Wilkes-Barre, Pennsylvanie (États-Unis), décédé le 19 juillet 1971.

## Filmographie
- 1937 : La Loi de la forêt (God's Country and the Woman) de William Keighley
- 1937 : Justice des montagnes (Mountain Justice) de Michael Curtiz
- 1937 : La Vie d'Émile Zola (The Life of Emile Zola) de William Dieterle
- 1937 : Un homme a disparu (The Perfect Specimen) de Michael Curtiz
- 1938 : Les Aventures de Robin des Bois (The Adventures of Robin Hood)
- 1938 : Les hommes sont si bêtes (Men Are Such Fools)  de Busby Berkeley
- 1939 : Terreur à l'ouest (The Oklahoma Kid)
- 1939 : À chaque aube je meurs (Each Dawn I Die)
- 1939 : La Vie privée d'Élisabeth d'Angleterre (The Private Lives of Elizabeth and Essex) de Michael Curtiz
- 1940 : La Caravane héroïque (Virginia City)
- 1940 : Le Régiment des bagarreurs (The Fighting 69th) de William Keighley
- 1942 : Les Chevaliers du ciel (Captains of the Clouds)
- 1942 : L'Escadrille des aigles (Eagle Squadron)
- 1944 : Escadrille de femmes (Ladies Courageous)
- 1945 : La Grande Dame et le Mauvais Garçon (Nob Hill)
- 1945 : Une cloche pour Adano (A Bell for Adano) d'Henry King
- 1945 : Le Capitaine Kidd (Captain Kidd), de Rowland V. Lee
- 1952 : Woman of the North Country (en)
- 1953 : La Mer des bateaux perdus (Sea of Lost Ships)
- 1955 : Born in Freedom: The Story of Colonel Drake